# Hippopsis truncatella
Hippopsis truncatella är en skalbaggsart som beskrevs av Bates 1866. Hippopsis truncatella ingår i släktet Hippopsis och familjen långhorningar.
Artens utbredningsområde är Venezuela. Inga underarter finns listade i Catalogue of Life.